# Stegana longibarba
Stegana longibarba är en tvåvingeart som beskrevs av Cao och Chen 2008. Stegana longibarba ingår i släktet Stegana och familjen daggflugor. Inga underarter finns listade i Catalogue of Life.